# Ferroaktynolit
Ferroaktynolit – minerał należący do amfiboli wapniowych z szeregu izomorficznego aktynolitu. Jest to człon skrajnie bogaty w żelazo (od 80 do 100%). Makroskopowo od tremolitu i aktynolitu odróżnia się ciemnozieloną do czarnej barwą oraz wysokimi współczynnikami załamania światła. Występuje w skarnach wysokożelazowych.